# Red Hill Mining Town
Pistes de The Joshua Tree
Running to Stand Still
(5) In God's Country
(7)
Red Hill Mining Town est une chanson du groupe de rock irlandais U2, enregistrée en 1986 et figurant sur l'album The Joshua Tree, paru en mars 1987. C'est une chanson sur la mort des communautés minières en Grande-Bretagne durant les années 80 sous le gouvernement de Margaret Thatcher, après la grève des mineurs britanniques de 1984-1985. Le morceau a été remixé par le producteur anglais Steve Lillywhite en avril 2017.